# Muzej Železniki
Muzej Železniki je v središču starega dela Železnikov, v stari fužinarski hiši iz 17. stoletja. Naslov je Na plavžu 58, Železniki. 
Muzej je posvečen predvsem 500. letni zgodovini železarstva v Selški dolini. Do zamrtja železarstva zaradi konkurence večjih podjetij so bili glavni izdelek žeblji. Dobavljali so jih v sodčkih (bariglah). V enem sodčku je bilo do 18.000 žebljev srednje velikosti. Prek tržeške luke so žeblje prodajali po vsem svetu..
Pred muzejem stoji opuščeni plavž.
Poleg železarske zbirke so v muzeju še:
- lesarska zbirka
- zgodovina čipkarstva
- izdelava strešne kritine iz skrila
- življenje kraja in okolice (društva, NOB, spominska soba akademika prof. dr. Franceta Koblarja)

## Galerija
- Stari plavž na trgu pred muzejem
- Primerki žebljev
- Sodi
- Možnarji
- Vzorci streh iz skrilja
- Punkeljc za klekljanje
- Stenska ura
- Mlinčki za kavo
- Gasilska brizgalna BMW iz leta 1923
- Gasilska brizgalna Rosenbau iz leta 1938